# 베로니카 아블루브
베로니카 아블루브(Veronica Avluv, 1972년 11월 23일 ~ )는 미국의 포르노 배우이다. 2015 AVN상 여우조연상 수상자이다.